# Telšiai

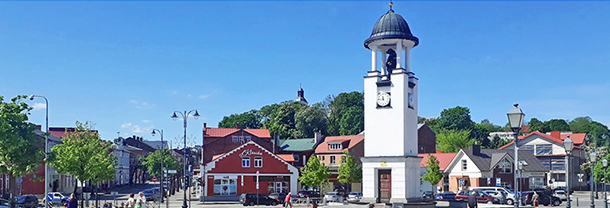
Innenstadt von Telšiai

Telšiai anhörenⓘ (im örtlichen Samogitisch: Telšē; jiddisch טעלז Telz; dt.: Telsche(n) oder Telschi) ist eine Stadt und Sitz der gleichnamigen Rajongemeinde im Westen Litauens, in der Region Niederlitauen (litauisch: Žemaitija, altertümlich: Samogitien), deren ursprüngliche Provinzhauptstadt sie ist. Telšiai ist Sitz des Verwaltungsbezirkes Telšiai. Die Stadt hat sich seit dem 17. Jahrhundert zu einem bedeutenden religiösen Zentrum für Juden und Christen entwickelt. Telšiai ist römisch-katholischer Bischofssitz und beherbergt ein katholisches Priesterseminar und ein Bernhardinerkloster.

## Stadt

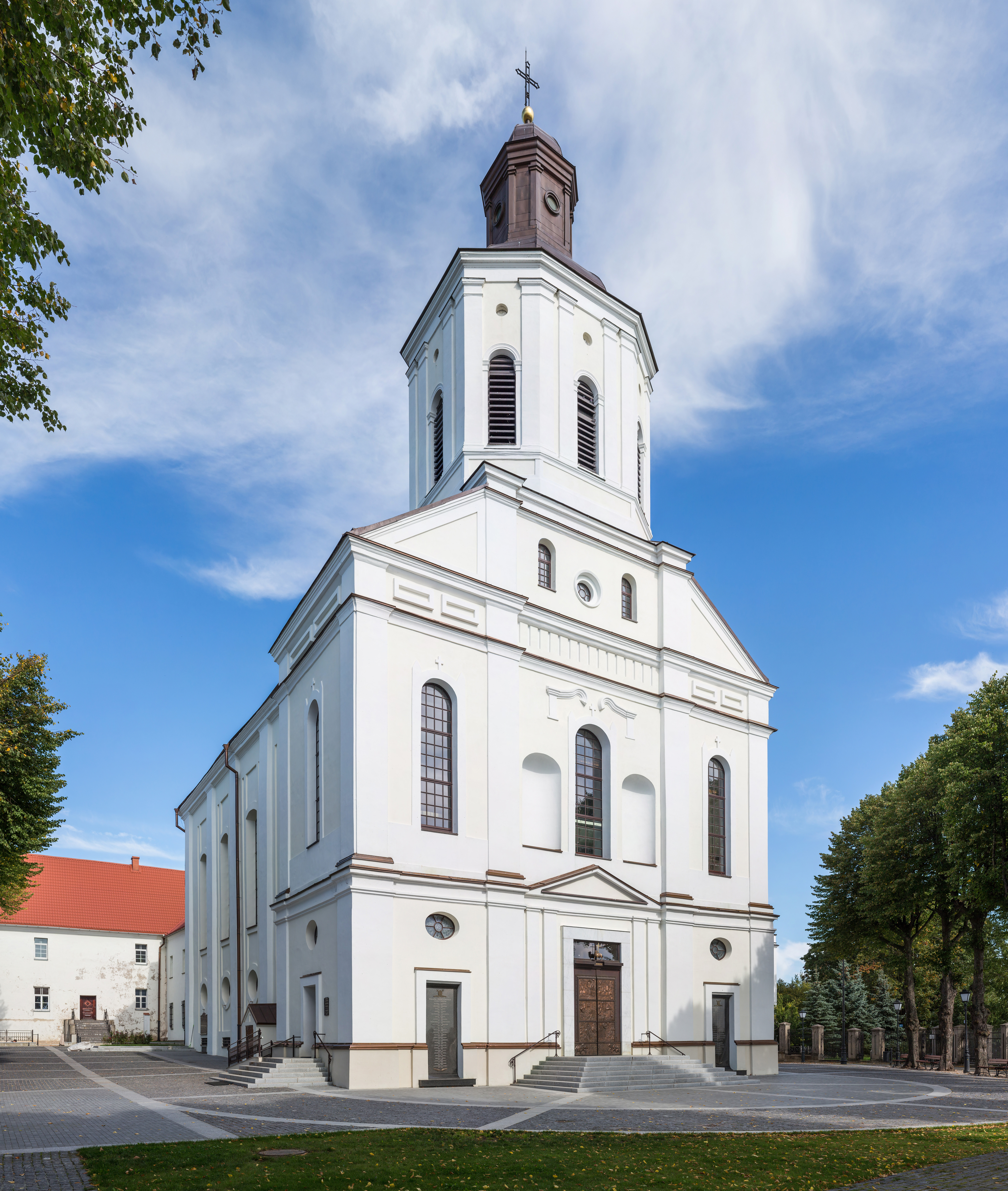
Kathedrale von Telšiai

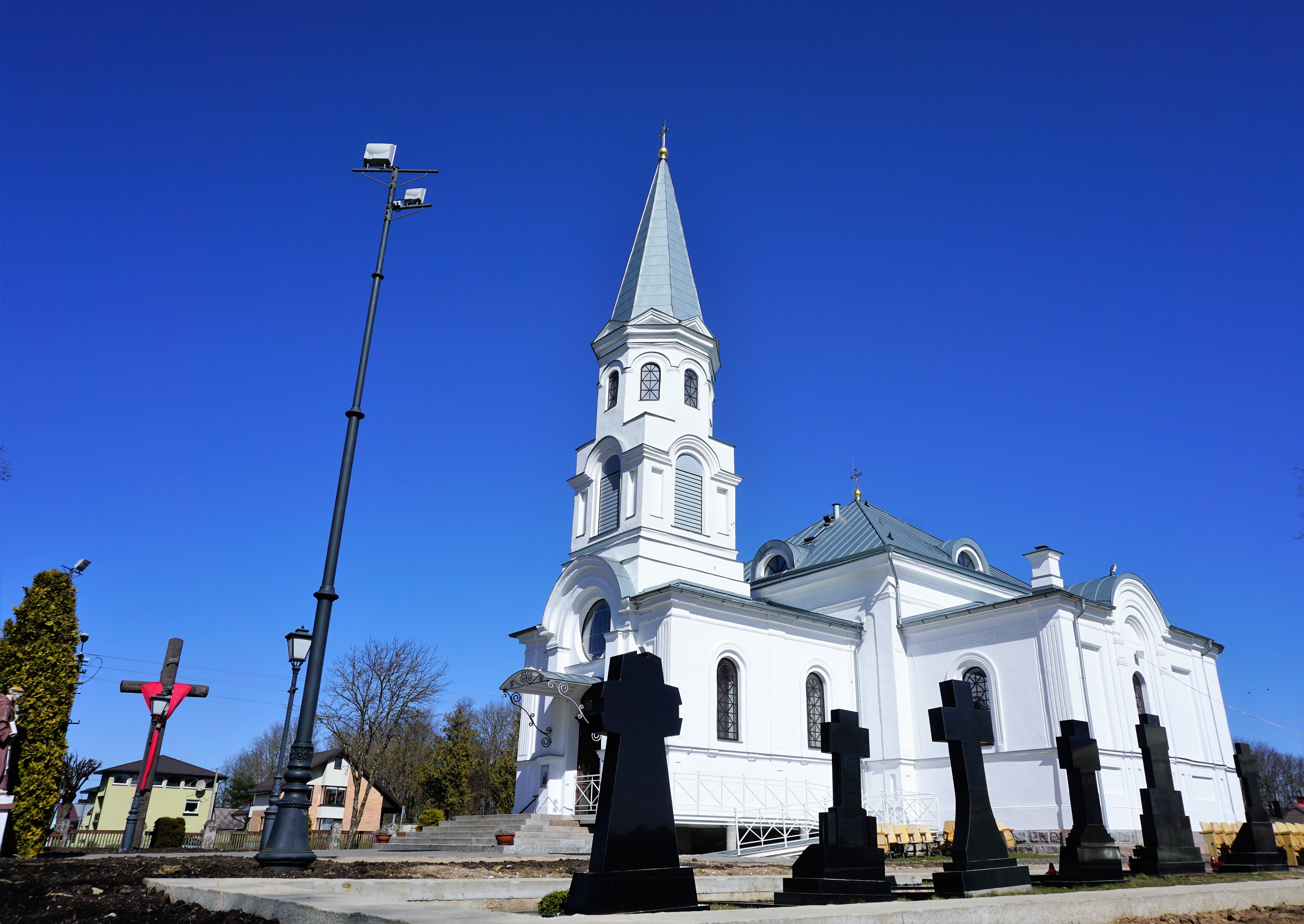
Kirche St. Mariä Himmelfahrt Telšiai, erbaut 1864–1867

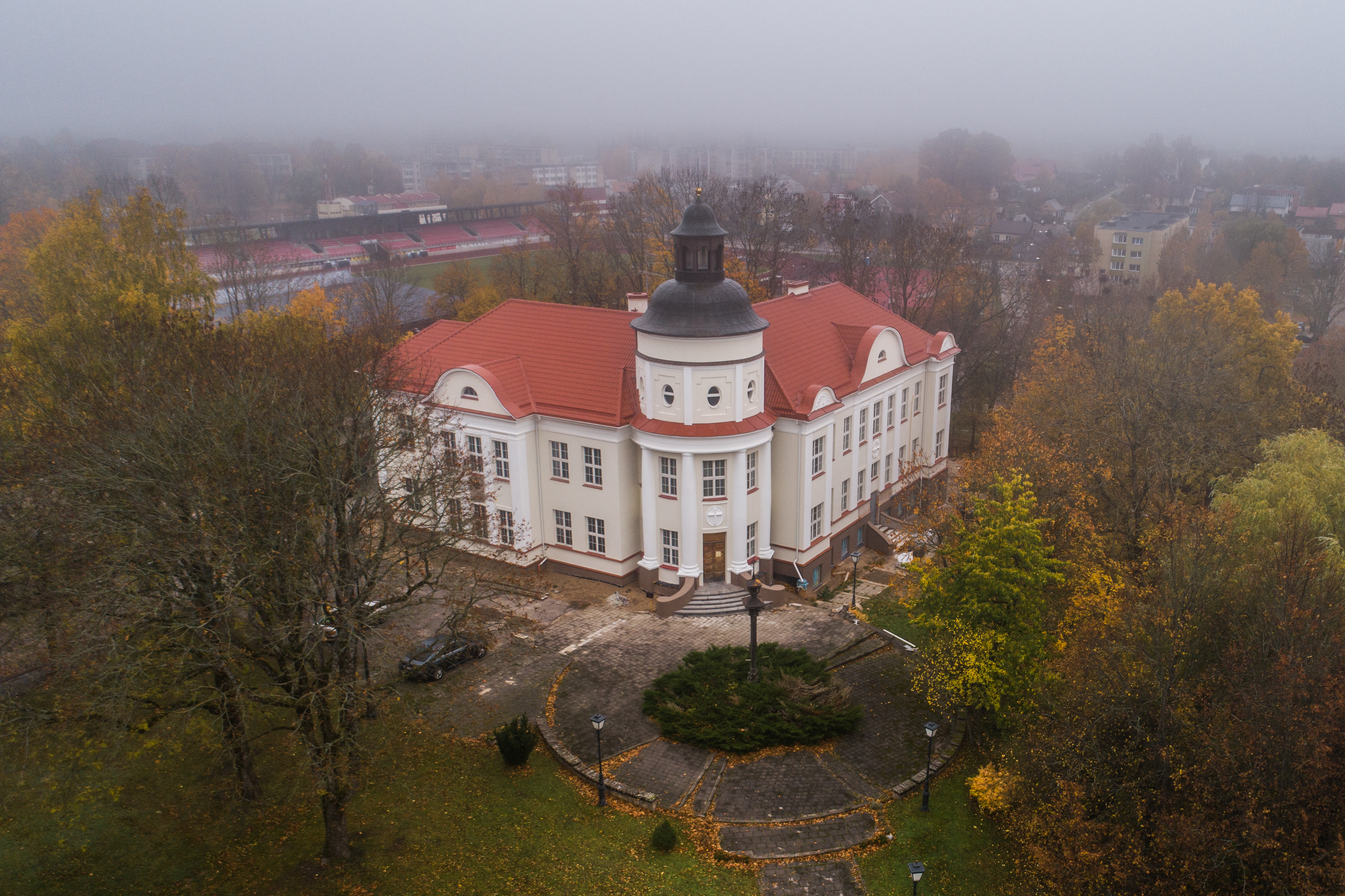
Bischofspalast und Priesterseminar

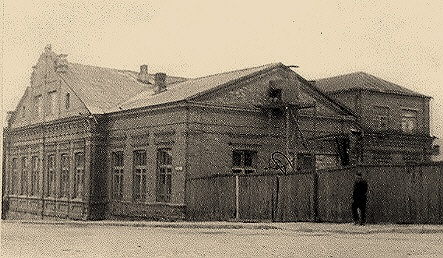
Gebäude des Rabbinerseminars (Jeschiwa)

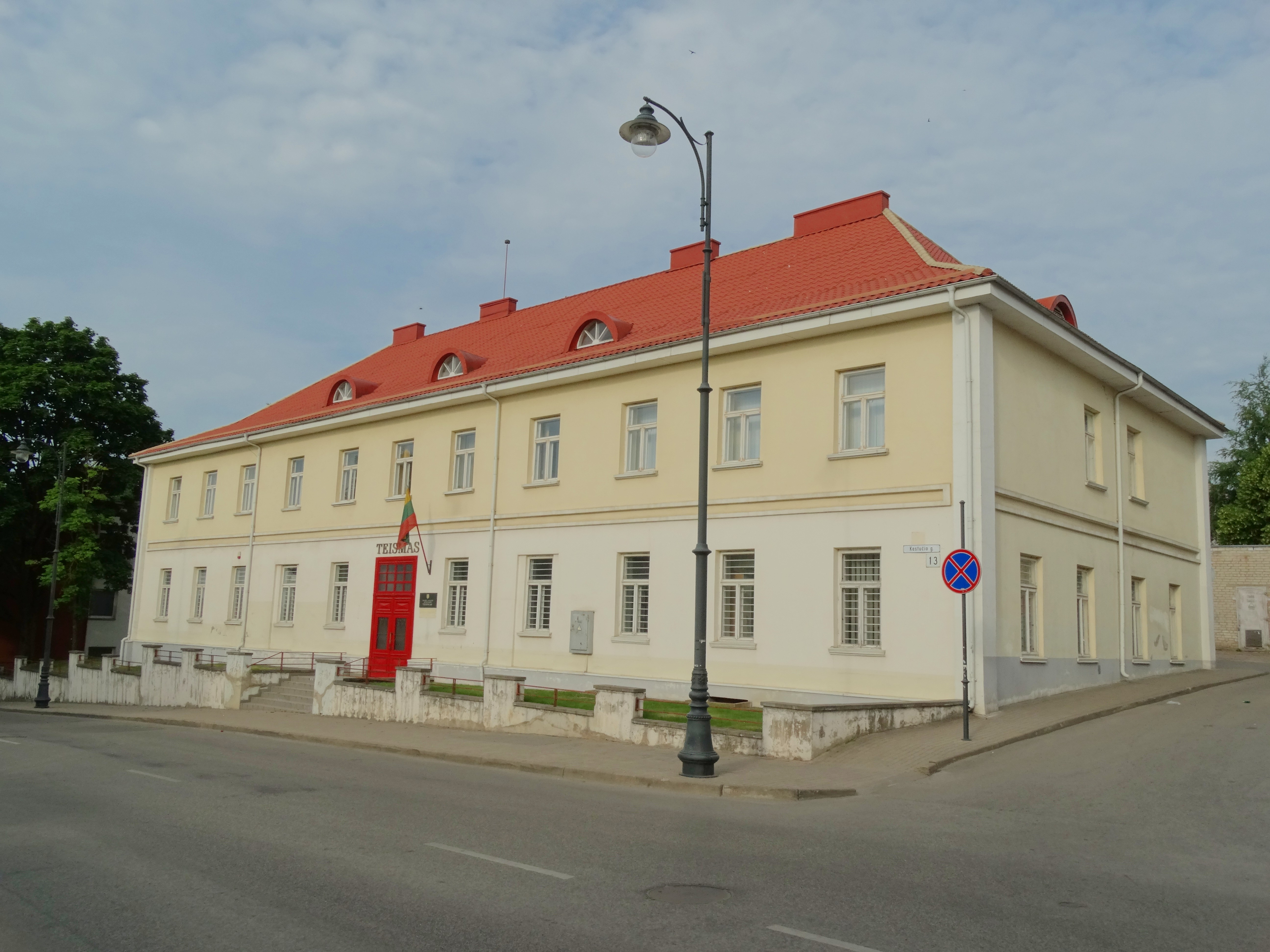
Bezirksgericht Telšiai

Die Kernstadt Telšiai liegt etwa 29 km östlich von Plungė. Das Stadtgebiet erstreckt sich rund um den Mastis-See und entlang des Flusses Durbinis und schließt sieben Hügel ein.
Der ursprüngliche sternförmige Grundriss der Stadt ist bis heute erhalten geblieben. Das Stadtbild wird von der Backsteinarchitektur des frühen 20. Jahrhunderts bestimmt, doch haben sich auch Bauwerke des 17. und 18. Jahrhunderts erhalten. Das Zentrum von Telšiai überragt der auf einem Hügel gelegene und dem Hl. Antonius von Padua geweihte Bischofsdom (litauisch Šv. Antonio Paduviečio katedra), der in der zweiten Hälfte des 18. Jahrhunderts im Stil des Spätbarock errichtet wurde. Sehenswert ist hier der reich ausgeschmückte Innenraum mit sieben Altären, die stilistisch der Übergangsperiode zwischen Renaissance und Klassizismus zuzuordnen sind.
Das Priesterseminar neben dem Dom blickt auf eine mehr als zweihundertjährige Geschichte zurück und zählt zu den bedeutendsten Einrichtungen seiner Art in Litauen. Es wurde 1740 gegründet, wurde jedoch zwischen 1863 und 1927 und noch einmal zwischen 1946 und 1989 durch die russische bzw. sowjetische Obrigkeit geschlossen. Ihm gegenüber entstand 1929 der Bischofspalast.
Die Hauptstraße von Telšiai, die Respublikos gatvė („Straße der Republik“) verläuft zwischen dem zentralen Stadthügel und dem Mastis-See und führt zum Marktplatz (litauisch Turgaus aikštė) mit dem Rathaus und einem Glockenturm mit Dachhaube auf der Platzmitte. Der schwarze Bär unter der Haube findet sich im Stadtwappen wieder.
2016 war Telšiai die Kulturhauptstadt Litauens.

## Wirtschaft
Telšiai gilt als Zentrum der Forstwirtschaft.

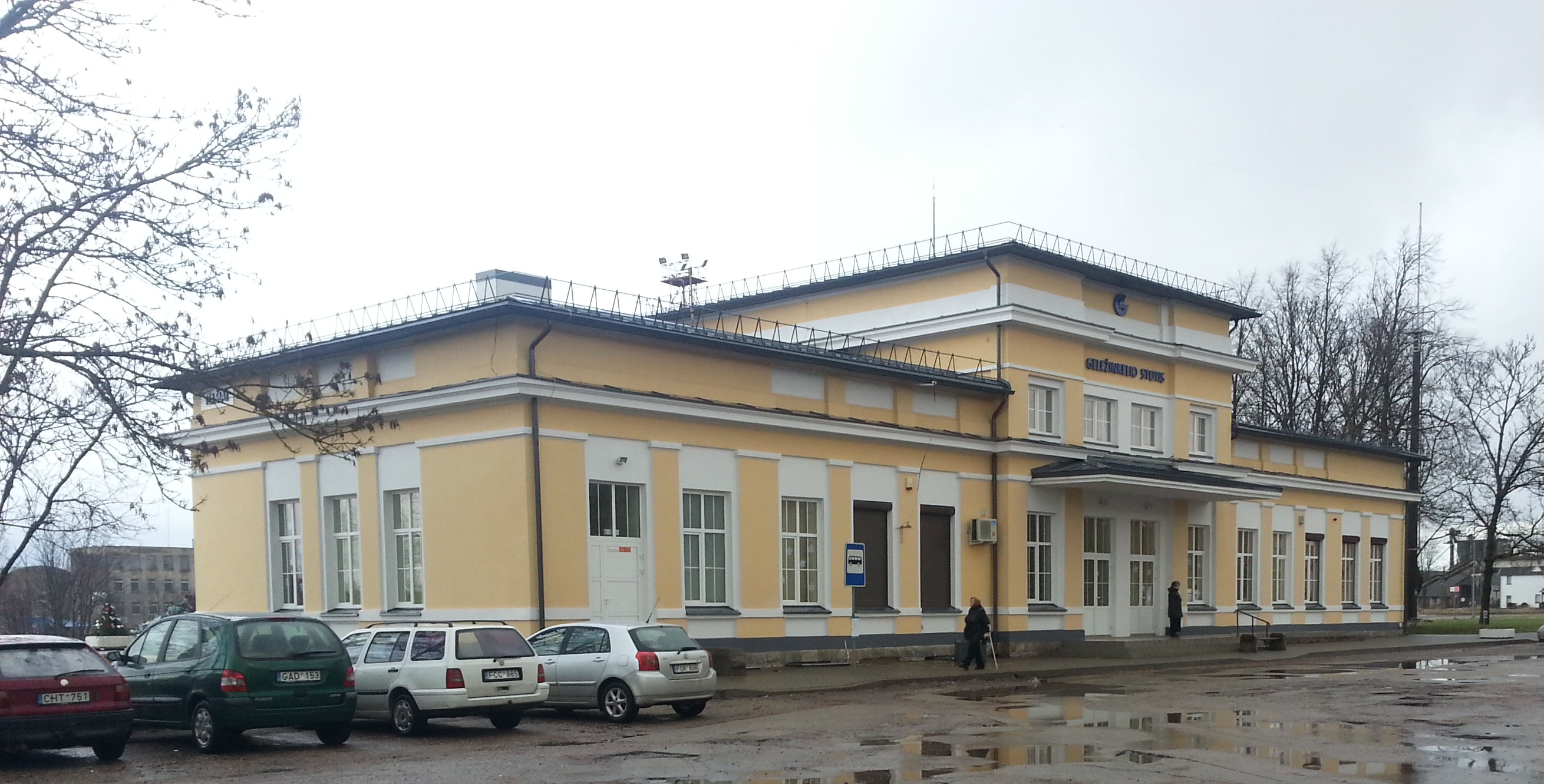
Bahnhof Telšiai

## Verkehr
- Der Bahnhof Telšiai befindet sich an der von Klaipėda nach Šiauliai führenden Bahnstrecke.
- An das litauische Fernstraßennetz ist die Stadt über die Magistralinis kelias A11 angebunden.

## Ehemalige Jeschiwa von Telšiai
Bis zur sowjetischen Besatzung Litauens 1940 existierte die 1875 gegründete Telsche Jeschiwa (hebräisch ישיבת טלז Yeshivat Telz, jiddisch טעלזער ישיבֿה Telzer Yeshive). Die Jeschiwa erlangte in den Jahren 1910 bis 1930 unter der Leitung von Rabbiner Joseph Leib Bloch (1860–1930), der sich für verbesserte, umfassende Bildung für Knaben und Mädchen einsetzte, Berühmtheit für ihr Bildungskonzept, das traditionelle und moderne weltliche Inhalte umfasste und für viele Jeschiwot bis heute prägend wurde.
Dieser Ansatz wurde 1924 Maßstab der litauischen Regierung für die Anerkennung von Jeschives als höhere Bildungsanstalten. Die Jeschiwa von Telšē war zunächst die einzige Anstalt ihrer Art in Litauen, die den Rang eines staatlich anerkannten Rabbinerseminars erlangte. Dabei wurde die traditionelle jüdische Lehre nicht vernachlässigt.
Schon 1922 eröffnete die Jeschiwa ein Kollel („Postgraduiertenkolleg“), das auf die Rabbinerprüfung vorbereitete. Dabei waren die Zulassungskriterien so streng, dass dem Kollel bald den Ruf einer exklusiven höheren Bildungsanstalt anhing. Die Lehrinhalte und -einheiten (shiurim) der unterrichtenden Rabbiner wurden gedruckt als Lehrmittel vertrieben und erlangten große Verbreitung an anderen Jeschiwot und genießen bis heute Ansehen an Rabbinerseminaren.
Ein von Joseph Carlebach und Leo Deutschlander 1918 in Kaunas gegründetes, wenig erfolgreiches jüdisches Lehrerseminar verlegte Bloch 1925 nach Telšē und reorganisierte es als Jawne-Lehrerseminar unter den Auspizien des Rabbinerseminars. 1927 eröffnete Bloch eine jüdische Oberschule für Mädchen, denen bis dahin kein hochwertiges und umfassendes, jüdische Inhalte einschließendes Bildungsangebot zur Verfügung stand.
Den Absolventinnen der Oberschule bot ab 1930 die Lehrerinnenabteilung des Jawne-Seminars die Möglichkeit, sich auch für diesen Beruf zu qualifizieren. Die Absolventinnen wie auch die Absolventen des Seminars waren im In- und Ausland bei jüdischen Schulen als Lehrerinnen und Lehrer gefragt.
Zum Komplex des Rabbinerseminars gehörte schließlich noch die 1920 gegründeten Grundschulen für Mädchen und Knaben, so dass alle Stufen der Bildung abgedeckt waren.
Nach Blochs Tod leitete sein Sohn Rabbi Avraham Jizchaq Bloch die Anstalt. Dessen Bruder Rabbiner Eliahu Meir Bloch und beider Schwager Rabbiner Chaim Mordechai Katz waren gerade in den USA, um Spenden für das Rabbinerseminar zu sammeln, als Deutschland und kurz darauf die Sowjetunion Polen überfielen. E. M. Bloch und Katz planten, die gesamte Anstalt in die USA zu verlegen. In Cleveland, Ohio, gründeten sie im Oktober 1942 das noch heute bestehende Rabbinical College of Telshe als Fortsetzung der Anstalt in Telšē (heute Sitz in Wickliffe (Ohio)). Die Studenten und Angehörigen aus Litauen in ein sicheres Ausland zu bringen, gelang nicht.
Mit der sowjetischen Besetzung Litauens im Juni 1940 wurde die Anstalt geschlossen und die meisten Studenten verließen Telšē. Etwa hundert verbliebene Studenten und Dozenten hielten auf privater Basis weiter Kurse ab. Als im Juni 1941 die Wehrmacht einmarschierte, gelang es Rabbiner Chaim Stein mit einer Gruppe von Studenten in die Sowjetunion zu entkommen, von wo sie nach dem Zweiten Weltkrieg in die USA gelangten.
Deutsche Besatzer und ihre lokalen Kollaborateure ermordeten am 15. Juli 1941 und in den Jahren bis 1944 die meisten verbliebenen Juden in Telšē (darunter auch A. Bloch), wie auch die meisten der anderen Juden in Litauen. Die Gebäude des Rabbinerseminars und seiner weiteren Anstalten existieren noch. Ezriel Carlebach (ein Neffe Joseph Carlebachs), einst Student am Rabbinerseminar, setzte der Stadt, der Anstalt und der jüdischen Gemeinde von Telšē ein schriftliches Denkmal mit seinen Erzählungen Das Städtchen (Telschi) und Telschi. I. Die Jeschiwah.

## Rajongemeinde

### Orte
Die Rajongemeinde (Telšių rajono savivaldybė) umfasst:
– hinter dem Strich Einwohnerzahlen 2001/2010– 
- 2 Städte
  - Telšiai – 31460/29764
  - Varniai – 1355

- 11 Städtchen (miesteliai):
  - Eigirdžiai – 746
  - Gadūnavas
  - Janapolė
  - Lauko Soda
  - Luokė – 777
  - Nerimdaičiai
  - Nevarėnai – 659
  - Pavandenė
  - Tryškiai – 1555
  - Ubiškė
  - Žarėnai

- 415 Dörfer, darunter:
  - Rainiai – 1070
  - Degaičiai – 880
  - Ryškėnai – 854
  - Dūseikiai – 727

### Verwaltungsgliederung
Die Gemeinde ist eingeteilt in 11 Ämter (seniūnijos):
- Degaičiai
- Gadūnavas
- Luokė
- Nevarėnai
- Ryškėnai
- Telšiai Stadt
- Tryškiai
- Upyna
- Varniai
- Viešvėnai
- Žarėnai

### Städtepartnerschaften
Eine Partnerschaft besteht mit Bassum in Deutschland seit 2009.

## Söhne und Töchter der Stadt
- Elias von Cyon (1843–1912), Physiologe und Schriftsteller
- Gabriel Narutowicz (1865–1922), polnischer Wasserbauingenieur und Politiker, erster Staatspräsident Polens
- Avraham Jizchaq Bloch (1891–1941), Rabbiner am Rabbinerseminar Telšē
- Justas Paleckis (1899–1980), Politiker, Präsident der Litauischen Sozialistischen Sowjetrepublik
- Vladas Žulkus (* 1945), Archäologe
- Adomas Butrimas (* 1955), Professor für Archäologie
- Rolandas Paksas (* 1956), ehemaliger Präsident Litauens (des Amtes enthoben)
- Vytautas Kleiva (1959–2015), Musikpädagoge, Politiker und Bürgermeister
- Eugenijus Gentvilas (* 1960), ehemaliger Premierminister Litauens, Mitglied des Europäischen Parlaments
- Gediminas Šugžda (* 1968), Fußballspieler
- Nelė Žilinskienė (* 1969), Leichtathletin
- Ramūnas Godeliauskas (* 1973), Politiker, Bürgermeister der Rajongemeinde Rokiškis
- Darius Trijonis (* 1973), römisch-katholischer Geistlicher, Bischof von Šiauliai
- Jurga Šeduikytė (* 1980), Sängerin und Songwriterin
- Irmantas Zelmikas (* 1980), Fußballspieler
- Monika Navickienė (* 1981), Politikerin
- Simonas Kairys (* 1984), Kulturminister Litauens
- Remalda Kergytė (* 1985), Marathon- und Halbmarathonläuferin
- Giedrius Arlauskis (* 1987), Fußballspieler
- Tomas Katkus (* 1987), Politiker, Bürgermeister der Rajongemeinde Telšiai
- Simona Kiseleva (* 1987), Schachspielerin
- Martynas Gedvilas (* 1989), Politiker